# Pola Illéry
Pola Illéry, pseudonimo di Paula Iliescu (Corabia, 18 dicembre 1909 – Palos Verdes Estates, 19 ottobre 1993), è stata un'attrice e cantante rumena.

## Biografia
Paula nasce a Corabia, una piccola città rumena che si affaccia sul Danubio, vicino al confine con la Bulgaria. La famiglia era di origine ebrea e questo sarà il motivo che la spingerà, all'età di trent'anni, a lasciare tutto per scappare negli Stati Uniti.
Nel 1928 debutta nel film Le Désir diretto da Arsène Durec,, ma il film che veramente la fece conoscere è Capitain Fracassa. Si tratta di un film muto del 1929 diretto da Alberto Cavalcanti, dove interpreta una giovane gitana di nome Chiquita. L'anno successivo riceve buone recensioni per il ruolo principale di Pola nella commedia musicale del 1930 di Rene Clair, Sotto i tetti di Parigi, uno dei primi film francesi con sonoro. Lo stesso anno partecipa a Paradia Paramount, Illusions diretto da Lucien Mayrargue e Le Petit Chaperon rouge diretto da Alberto Cavalcanti.
Nel 1931 interpreta Totoche nel film Un homme en habit diretto da René Guissart. Nel 1933 gira tre film: "L'Ange Gardien" diretta da Jean Choux, Au pays du soleil diretta da Robert Péguy e Per le vie di Parigi diretta da Rene Clair, che è un sequel di Sotto i tetti di Parigi. Nel 1934 gira Taxi de minuit, d'Albert Valentin e La Rue sans nom di Pierre Chenal. Nel 1938 gira i suoi ultimi due film Le Tigre du Bengale e Le Tombeau Hindou entrambi diretti da Richard Eichberg, dove interpreta Myrrha, la confidente della Maharani.
Nel 1939, con lo scoppio della Seconda guerra mondiale, lascia l'Europa per trasferirsi negli Stati Uniti. Durante la guerra lavora come infermiera volontaria della Croce Rossa e nel 1946 ottiene la cittadinanza americana. Si sposa due volte, la prima con il maggiore dell'United States Army Air Corps Charles Grenier che morì in un incidente poco dopo il matrimonio, e poi la seconda volta con Jim Gibson.
Pola muore all'età di 83 anni a Palos Verdes Estates ed è sepolta nel cimitero della città.

## Filmografia
- Le Désir, regia d'Albert Durec (1928)
- Capitan Fracassa (Le capitaine Fracasse), regia d'Alberto Cavalcanti e Henry Wulschleger (1929)
- Sotto i tetti di Parigi, regia di René Clair (1930)
- Illusions, regia di Lucien Mayrargue (1930)
- Le Petit Chaperon rouge, regia di Alberto Cavalcanti (1930)
- Un homme en habit, regia di René Guissart (1931)
- L'Ange Gardien diretta da Jean Choux (1933)
- Au pays du soleil, regia di Robert Péguy (1933)
- Per le vie di Parigi, regia di Rene Clair (1933)
- Taxi de minuit, regia di Albert Valentin (1934)
- La Rue sans nom, regia di Pierre Chenal (1934)
- Le Tigre du Bengale, regia di Richard Eichberg (1938)
- Le Tombeau Hindou, regia di Richard Eichberg (1938)